# 孟加拉航空60号班机事故
孟加拉航空60号班机是一班定期航班，由孟加拉国首都达卡的沙阿贾拉勒国际机场，飞往缅甸首都仰光的仰光国际机场。2019年5月8日，注册号为S2-AGQ的庞巴迪Dash 8 Q400客机执行该航班，仰光当地时间18:50（孟加拉国标准时间18:22）在恶劣天气中降落时，于仰光国际机场第3航站楼附近冲出跑道，机身断为三段，机上33人全部受伤，当中19人需住院留医。乘客中除孟加拉国和缅甸国籍外，也有加拿大、中国、印度、瑞士和法国公民。孟加拉航空已派出飞机将人员接回达卡。

## 调查
缅甸航空事故调查委员会指出事故的可能原因为，进近时飞机不稳定，机组未执行复飞。 